# Frédéric de Schleswig-Holstein-Sonderbourg-Augustenbourg (1800-1865)
Frédéric Émile Auguste de Schleswig-Holstein-Sonderbourg-Augustenbourg - prince de Nore, né le 23 août 1800 à Kiel, duché de Schleswig (Danemark), décédé le 2 juillet 1865 à Bayreuth, Bavière (Haute-Franconie).

## Famille
Fils du duc Frédéric-Christian II de Schleswig-Holstein-Sonderbourg-Augustenbourg (1765-1814) et de la princesse Louise Augusta de Danemark (1771-1843) .
- sœur Caroline-Amélie de Schleswig-Holstein-Sonderbourg-Augustenbourg (1796-1881), épousa en 1815 Christian VIII de Danemark (1786-1848) ;

- frère ainé Christian-Auguste de Schleswig-Holstein-Sonderbourg-Augustenbourg (1798-1869), duc de Schleswig-Holstein-Sonderbourg-Augustenbourg ;

### Mariage et descendance
En 1829, le prince Frédéric de Nore épouse Henriette Danneskjold-Samsøe (1806-1858), fille du comte Christian Danneskjold-Samsøe.
Quatre enfants naissent de cette union :
- Frédéric Christian Karl Auguste de Schleswig-Holstein-Sonderbourg-Augustenbourg (comte Frédéric-Auguste de Nore) (1830-1881) ;
- Christian de Schleswig-Holstein-Sonderbourg-Augustenbourg (1832-1834) ;
- Louise Caroline Henriette Auguste de Schleswig-Holstein-Sondebourg-Augustenbourg (1836-1866) ;
- Marie de Schleswig-Holstein-Sonderbourg-Augustenbourg (1838-1839).

En 1864, il se remarie à Paris avec Mary Esther Lee (en) (1837-1914).
Le prince Frédéric de Nore décède avant ses 65 ans le 2 juillet 1865 à Bayreuth, Bavière (Haute-Franconie).

## Biographie
Il prit parti et participa aux guerres de successions des duchés, première guerre de Schleswig (1848) et seconde guerre des duchés de Schleswig-Holstein (1863).

## Généalogie
Frédéric de Schleswig-Holstein-Sonderbourg-Augustenbourg appartient à la première branche de la Maison de Schleswig-Holstein-Sonderbourg, cette lignée est issue de la première branche de la Maison d'Oldenbourg.